# Dongba

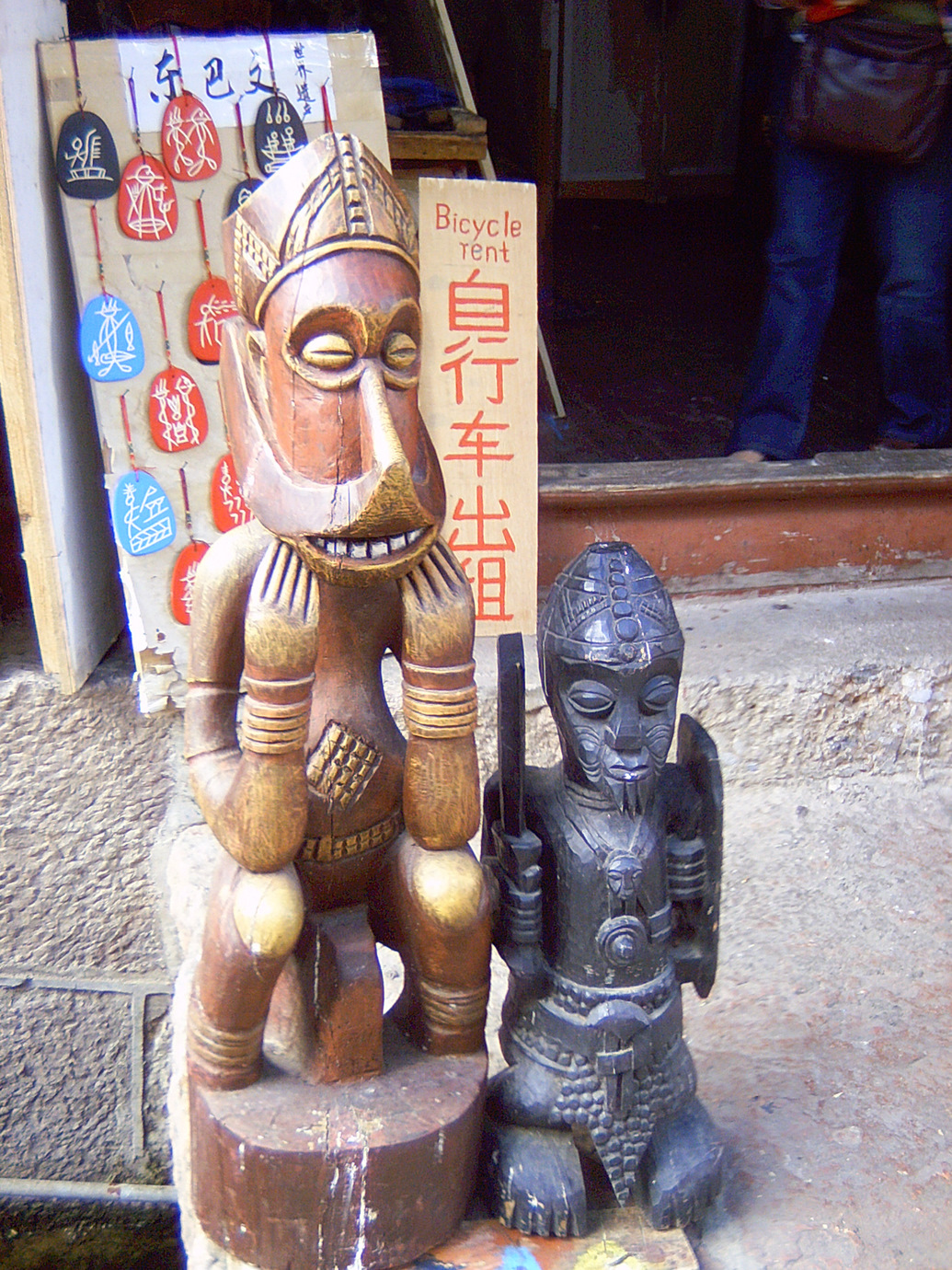
Tradycyjne dzieła sztuki, związane z kulturą dongba

Dongba, tomba (chiń. upr. 东巴; chiń. trad. 東巴; pinyin dōngbā; naxi: ²dto¹mba) – szaman lub kapłan w kulturze grupy etnicznej Naxi w południowozachodnich Chinach. Odgrywają wielką rolę w tradycyjnej religii Naxi. Dongba prawdopodobnie wywodzą się z przedbuddyjskiej tybetańskiej tradycji bön o czym mogą świadczyć ich stroje oraz wizerunki bóstw bon w nakryciach głowy. Wykorzystują w swoich obrzędach flagi modlitewne podobne do tybetańskich. Ich tradycje religijne wykazują także elementy animizmu oraz wpływy taoizmu. Rytuały wykonywane przez dongba mają na celu uzyskanie przychylności duchów, które zamieszkują różne obiekty związane z przyrodą. Literatura związana z magią i religią zapisywana jest przez nich w piktograficznym piśmie dongba.